# Division I 1972-1973
La Division I 1972-1973 è stata la 70ª edizione della massima serie del campionato belga di calcio disputata tra il settembre 1972 e il maggio 1973 e conclusa con la vittoria del Club Bruges, al suo secondo titolo.
Capocannoniere del torneo furono Rob Rensenbrink (Anderlecht) e Alfred Riedl (Sint-Truidense VV), con 16 reti.

## Formula
Come nella stagione precedente le squadre partecipanti furono 16 e disputarono un turno di andata e ritorno per un totale di 30 partite.
Le ultime due classificate vennero retrocesse in Division 2.
Le società ammesse alle coppe europee furono cinque: la squadra campione si qualificò alla Coppa dei Campioni 1973-1974; seconda, terza e quarta classificata alla Coppa UEFA 1973-1974 e la vincitrice della coppa nazionale alla Coppa delle Coppe 1973-1974.

## Classifica finale
|    | Classifica                     | G  | V  | N  | P  | GF | GS | Dif | Pt |
| -- | ------------------------------ | -- | -- | -- | -- | -- | -- | --- | -- |
| 1  | Club Bruges                    | 30 | 17 | 11 | 2  | 53 | 26 | 27  | 45 |
| 2  | Standard Liegi                 | 30 | 12 | 14 | 4  | 45 | 25 | 20  | 38 |
| 3  | Racing White Daring Molenbeek  | 30 | 10 | 17 | 3  | 45 | 49 | -4  | 37 |
| 4  | K. Beerschot VAV               | 30 | 14 | 8  | 8  | 40 | 33 | 7   | 36 |
| 5  | KV Mechelen                    | 30 | 10 | 16 | 4  | 37 | 28 | 9   | 36 |
| 6  | Anderlecht                     | 30 | 12 | 10 | 8  | 47 | 30 | 17  | 34 |
| 7  | Anversa                        | 30 | 13 | 5  | 12 | 43 | 38 | 5   | 31 |
| 8  | K. Berchem Sport               | 30 | 11 | 9  | 10 | 28 | 28 | 0   | 31 |
| 9  | K. Lierse SV                   | 30 | 10 | 11 | 9  | 43 | 43 | 0   | 31 |
| 10 | RFC Liégeois                   | 30 | 9  | 11 | 10 | 34 | 35 | -1  | 29 |
| 11 | KSV Cercle Brugge              | 30 | 9  | 10 | 11 | 33 | 44 | -11 | 28 |
| 12 | Beringen                       | 30 | 8  | 10 | 12 | 28 | 39 | -11 | 26 |
| 13 | K. Sint-Truidense VV           | 30 | 6  | 13 | 11 | 31 | 41 | -10 | 25 |
| 14 | KFC Diest                      | 30 | 8  | 5  | 17 | 30 | 51 | -21 | 21 |
| 15 | Union Royale Saint-Gilloise    | 30 | 4  | 11 | 15 | 17 | 38 | -21 | 19 |
| 16 | R. Crossing Club de Schaerbeek | 30 | 3  | 7  | 20 | 20 | 56 | -36 | 13 |

### Verdetti
- Club Brugge KV campione del Belgio 1972-73.
- Union Royale Saint-Gilloise e R. Crossing Club de Schaerbeek retrocesse in Division II.